# 후쿠오카 현립 후쿠오카 고등학교
후쿠오카 현립 후쿠오카 고등학교(福岡縣立福岡高等學校)는 일본의 후쿠오카현 후쿠오카시 하카타구에 있는 공학의 현립 고등학교이다. 약칭 '훗코우'(福高ふっこう).

## 개요
후쿠오카현 굴지의 진학교이며, 규슈 대학을 비롯해 일본의 패전 전에 제국대학의 합격자 수는 전국 최고 수준이다. 그 고장의 진학 학원등으로부터는 「御三家」 (후쿠오카현립 슈유관 福岡縣立修猷館 고등학교, 후쿠오카현립 지쿠시가오카 고등학교(福岡縣立筑紫丘高等學校) 이라고 불린다. 특히 슈유칸(修猷館)고등학교하고는 후쿠오카(福岡) 중학교 개교이래, 교사에 화재가 났을 때에 슈유칸(修猷館) 고등학교의 기숙사를 빌리는 등의 지원을 받은 사실을 배경으로, 양교의 관계는 깊으며 특히 럭비부는 매년 정기전을 갖고 있다.
시설
본관의 설계·감독은 건축가인 산조 에이사부로(三條 榮三郎)로, 교사(校舍)는 후쿠오카시 도시 경관상에 뽑혔다.